# Asartodes monspesulalis
Asartodes monspesulalis is een vlinder uit de familie snuitmotten (Pyralidae). De wetenschappelijke naam is voor het eerst geldig gepubliceerd in 1834 door Duponchel.
De soort komt voor in Europa.